# 로열 앤트워프 FC
로열 앤트워프 FC(Royal Antwerp Football Club)는 안트베르펜을 연고지로 하는 벨기에의 축구 클럽이다. 벨기에 왕립 축구 협회가 만들어지기 15년 전에, 안트베르펜에 거주하는 잉글랜드인 학생들이 1880년에 앤트워프 크리켓 클럽 (Antwerp Cricket Club)이라는 명칭으로 창단된, 앤트워프는 벨기에에서 가장 오래된 축구 팀으로 여겨진다.

## 우승 경력

### 국내 대회
벨기에 퍼스트 디비전
우승 (5): 1928–29, 1930–31, 1943–44, 1956–57, 2022-23
벨기에 세컨드 디비전
우승 (1): 1999–2000, 2016–2017
벨기에 컵
우승 (4): 1954–55, 1991–92, 2019-20, 2022-23

### 국제 대회
UEFA 컵위너스컵
준우승 (1): 1992–93

## 출신 선수

### 현역
참고: FIFA 자격 규정에 따라 소속된 국가대표팀 국기를 표시합니다. 선수는 복수의 FIFA 비회원국 국적을 가지고 있을 수 있습니다.
| 번호 | 포지션 | 국적   | 이름                       |
| ---- | ------ | ------ | -------------------------- |
| 7    | FW     | 수리남 | 헤라노 케르크              |
| 16   | MF     |        | 마우리시오 레오넬 베니테스 |
| 18   | FW     |        | 빈센트 얀선                |
| 23   | DF     |        | 토비 알데르베이럴트        |

| 번호 | 포지션 | 국적     | 이름    |
| ---- | ------ | -------- | ------- |
| -    | MF     | 잉글랜드 | 카단 영 |

## 역대 감독
| 감독                     | 임기      |
| ------------------------ | --------- |
| 체르너이 팔              | 1971~1972 |
| 기 티                    | 1973~1976 |
| 아리 한                  | 1984~1985 |
| 레네 드자이에르          | 2003      |
| 지미 플로이드 하셀바잉크 | 2013~2014 |
| 라슬로 뵐뢰니            | 2017~2020 |
| 프랑키 베르코테랑        | 2021      |
| 브리안 프리스케          | 2021~2022 |
| 마르크 판 보멀           | 2022~2024 |
| 요나스 더루크            | 2024~     |